# 𨨏
𨨏是一種人工合成的化學元素，其化學符號为Bh，原子序數为107。以丹麥物理學家尼爾斯·玻爾命名。𨨏是一種放射性極強的超重元素及錒系後元素，其所有同位素的半衰期都很短，非常不穩定，其中壽命最長的是270Bh，半衰期僅約61秒。
在元素週期表中，𨨏是位於d區塊的過渡金屬，為第7週期、第7族的成員。人們對𨨏的化學屬性並不完全瞭解，就目前實驗結果所知，𨨏符合7族中位於錸之下元素的特性。

## 概论

### 超重元素的合成
超重元素的原子核是在两个不同大小的原子核的聚变中产生的。粗略地说，两个原子核的质量之差越大，两者就越有可能发生反应。由较重原子核组成的物质会作為靶子，被较轻原子核的粒子束轰击。两个原子核只能在距离足够近的时候，才能聚变成一个原子核。原子核都带正电荷，会因为静电排斥力而相互排斥，所以只有两个原子核的距离足够短时，强核力才能克服这个排斥力并发生聚变。粒子束因此被粒子加速器大大加速，以使这种排斥力与粒子束的速度相比变得微不足道。施加到粒子束上以加速它们的能量可以使它们的速度达到光速的十分之一。但是，如果施加太多能量，粒子束可能会分崩离析。
不过，只是靠得足够近不足以使两个原子核聚变：当两个原子核逼近彼此时，它们通常会融為一體约10−20秒，之後再分開（分開後的原子核不需要和先前相撞的原子核相同），而非形成单一的原子核。这是因为在尝试形成单个原子核的过程中，静电排斥力会撕开正在形成的原子核。每一对目标和粒子束的特征在于其截面，即两个原子核彼此接近时发生聚变的概率。这种聚变是量子效应的结果，其中原子核可通过量子穿隧效應克服静电排斥力。如果两个原子核可以在该阶段之后保持靠近，则多个核相互作用会导致能量的重新分配和平衡。
两个原子核聚变产生的原子核处于非常不稳定，被称为复合原子核的激发态。复合原子核为了达到更稳定的状态，可能会直接裂变，或是放出一些中子来带走激发能量。如果激发能量太小，无法放出中子，复合原子核就会放出γ射线来带走激发能量。这个过程会在原子核碰撞后的10−16秒发生，并创造出更稳定的原子核。原子核只有在10−14秒内不衰变，IUPAC/IUPAP联合工作小组才会认为它是化学元素。这个值大约是原子核得到它的外层电子，显示其化学性质所需的时间。

### 衰变和探测
粒子束穿过目标后，会到达下一个腔室——分离室。如果反应产生了新的原子核，它就会存在于这个粒子束中。在分离室中，新的原子核会从其它核素（原本的粒子束和其它反应产物）中分离，到达半导体探测器后停止。这时标记撞击探测器的确切位置、能量和到达时间。这个转移需要10−6秒的时间，因此原子核需要存在这么长的时间才能被检测到。若衰变發生，衰變的原子核被再次记录，并测量位置、衰变能量和衰变时间。
原子核的稳定性源自于强核力，但强核力的作用距离很短，随着原子核越来越大，强核力对最外层的核子（质子和中子）的影响减弱。同时，原子核会被质子之间，范围不受限制的静电排斥力撕裂。强核力提供的核结合能以线性增长，而静电排斥力则以原子序数的平方增长。后者增长更快，对重元素和超重元素而言变得越来越重要。超重元素理论预测及实际观测到的主要衰变方式，即α衰变和自发裂变都是这种排斥引起的。几乎所有会α衰变的核素都有超过210个核子，而主要通过自发裂变衰变的最轻核素有238个核子。有限位势垒在这两种衰变方式中抑制了原子核衰变，但原子核可以隧穿这个势垒，发生衰变。
放射性衰变中常产生α粒子是因为α粒子中的核子平均质量足够小，足以使α粒子有多余能量离开原子核。自发裂变则是由静电排斥力将原子核撕裂而致，会产生各种不同的产物。随着原子序数增加，自发裂变迅速变得重要：自发裂变的部分半衰期从92号元素铀到102号元素锘下降了23个数量级，从90号元素钍到100号元素镄下降了30个数量级。早期的液滴模型因此表明有约280个核子的原子核的裂变势垒会消失，因此自发裂变会立即发生。之后的核壳层模型表明有大约300个核子的原子核将形成一个稳定岛，其中的原子核不易发生自发裂变，而是会发生半衰期更长的α衰变。随后的研究发现预测存在的稳定岛可能比原先预期的更远，还发现长寿命锕系元素和稳定岛之间的原子核发生变形，获得额外的稳定性。对较轻的超重核素以及那些更接近稳定岛的核素的实验发现它们比先前预期的更难发生自发裂变，表明核壳层效应变得重要。
α衰变由发射出去的α粒子记录，在原子核衰变之前就能确定衰变产物。如果α衰变或连续的α衰变产生了已知的原子核，则可以很容易地确定反应的原始产物。因为连续的α衰变都会在同一个地方发生，所以通过确定衰变发生的位置，可以确定衰变彼此相关。已知的原子核可以通过它经历的衰变的特定特征来识别，例如衰变能量（或更具体地说，发射粒子的动能）。然而，自发裂变会产生各种分裂产物，因此无法从其分裂产物确定原始核素。

## 歷史

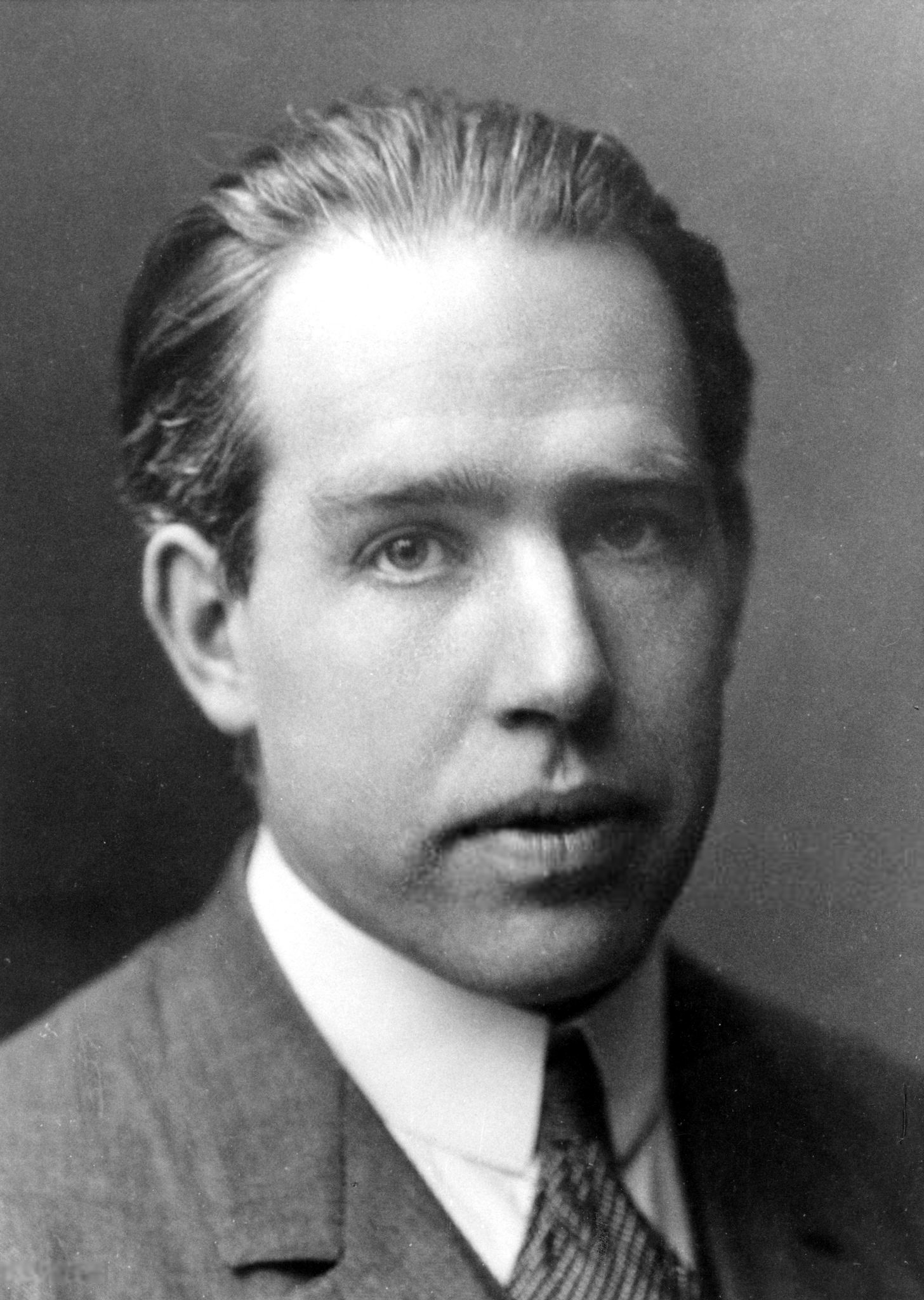
第107號元素最初被建議以丹麥核物理學家尼爾斯·玻爾命名為Nielsbohrium（Ns）。IUPAC其後將其改名為現名Bohrium（Bh）

### 正式發現
位於德國達姆施塔特重離子研究所，由彼得·安布鲁斯特和哥特佛萊德·明岑貝格為首的團隊於1981年首次確定性地成功合成𨨏元素。它們將鉻-54原子核加速撞擊鉍-209目標，並製造出5個𨨏-262同位素原子：
209
83Bi
 + 54
24Cr
 → 262
107Bh
 + 
n

IUPAC/IUPAP鐨後元素工作小組在其1992年的報告當中將重離子研究所的團隊列為𨨏的正式發現者。

### 提出的命名
該德國團隊建議將該元素命名為Nielsbohrium，符號為Ns，以紀念丹麥物理學家尼爾斯·波爾。前蘇聯杜布納聯合核研究所的科學家卻曾經建議把第105號元素（現名為𬭊）命名為Nielsbohrium。德國的團隊希望在紀念波爾的同時，肯定杜布納團隊作為首次提出該冷核聚變反應的一方，從而解決命名爭議。杜布納團隊與德國團隊就此對107號元素的命名達成了共識。
在104至106號元素命名爭議的同時，國際純粹與應用化學聯合會（IUPAC）使用Unnilseptium（符號為Uns）作為臨時的系統化命名。1994年，IUPAC的一個委員會建議將107號元素命名為Bohrium（現名），而非Nielsbohrium，因為此前並沒有以某科學家的全名為元素取名的先例。發現者對此表示反對，並擔心這樣的名稱會和硼（Boron）混淆，特別是兩者的含氧阴離子的國際命名：Bohrate（𨨏酸鹽）和Borate（硼酸鹽）。這個問題交由IUPAC位於丹麥的分支處理，但最終的投票結果仍然決定使用Bohrium。鑒於國際上对104至107號元素名均存在較大分歧，1997年8月27日IUPAC在協商后正式對101至109號元素的重新英文定名，其中Bohrium一名成為了國際承認的107號元素的命名。虽然有关于硼酸盐和𨨏酸鹽的歧义，IUPAC之後并没有将𨨏酸鹽改稱。
全國科學技術名詞化學名詞審定委員會據此於1998年7月8日重新审定、公佈101至109號元素的中文命名，其中首次給出107號元素中文名：「𨨏」（bō，音同「波」），名稱源自IUPAC決定的英文名Bohrium，以紀念丹麥物理學家尼爾斯·波爾。

## 同位素
| 同位素 | 半衰期    | 半衰期 | 衰变方式 | 发现年份 | 发现方法        |
| 同位素 | 数值      | 来源   | 衰变方式 | 发现年份 | 发现方法        |
| ------ | --------- | ------ | -------- | -------- | --------------- |
| 260Bh  | 41 ms     | [ 5 ]  | α        | 2007年   | 209Bi(52Cr,n)   |
| 261Bh  | 12.8 ms   | [ 5 ]  | α        | 1986年   | 209Bi(54Cr,2n)  |
| 262Bh  | 84 ms     | [ 5 ]  | α        | 1981年   | 209Bi(54Cr,n)   |
| 262mBh | 9.5 ms    | [ 5 ]  | α        | 1981年   | 209Bi(54Cr,n)   |
| 264Bh  | 1.07 s    | [ 5 ]  | α        | 1994年   | 272Rg(—,2α)     |
| 265Bh  | 1.19 s    | [ 5 ]  | α        | 2004年   | 243Am(26Mg,4n)  |
| 266Bh  | 10.6 s    | [ 5 ]  | α        | 2000年   | 249Bk(22Ne,5n)  |
| 267Bh  | 22 s      | [ 5 ]  | α        | 2000年   | 249Bk(22Ne,4n)  |
| 270Bh  | 2.4 min   | [ 4 ]  | α        | 2006年   | 282Nh(—,3α)     |
| 271Bh  | 2.9 s     | [ 4 ]  | α        | 2003年   | 287Mc(—,4α)     |
| 272Bh  | 8.8 s     | [ 4 ]  | α        | 2005年   | 288Mc(—,4α)     |
| 274Bh  | 57 s      | [ 5 ]  | α        | 2009年   | 294Ts(—,5α)     |
| 278Bh  | 11.5 min? | [ 63 ] | SF       | 1998?年  | 290Fl(e−,νe3α)? |

如同其他高原子序的超重元素，𨨏的所有同位素都具有極高的放射性，壽命短暫，非常不穩定。𨨏的一些同位素已在實驗室中成功合成，所用方法有兩種：高速撞擊兩種原子核以產生核聚變，或製造出更高的元素並觀測其衰變產物。目前正式發現了的𨨏同位素有11種，質量數分別為260–262、264–267、270–272、274，其中壽命最長的是𨨏-270，半衰期約61秒，而𨨏-262擁有已知的亞穩態。這些同位素都會經α衰變，然而某些仍未被發現的𨨏同位素理論上會進行自發裂變。

### 穩定性與半衰期
較輕的𨨏同位素一般有較短的半衰期。260Bh、261Bh、262Bh、262mBh和263Bh的半衰期在100毫秒以下。同位素264Bh、265Bh、266Bh和271Bh較為穩定，半衰期在1秒左右，而267Bh和272Bh則有大約10秒的半衰期。質量最高的同位素最為穩定，其中270Bh和274Bh分別有大約61秒和54秒的半衰期。未知的273Bh和275Bh同位素預期將會有更長的半衰期，分別為90分鐘和40分鐘。值得注意的是，在被發現之前，理論預計的274Bh半衰期也長達90分鐘左右，但最終實際只有54秒。
高質子量的260Bh、261Bh和262Bh是直接由冷核聚變產生的，262mBh和264Bh則是在䥑和錀的衰變鏈中被發現的。高中子量的266Bh和267Bh是通過向錒系元素目標進行放射產生的。中子量最高的四個同位素270Bh 、271Bh 、272Bh 和274Bh分別是在282Nh、287Mc和288Mc和294Nh的衰變鏈中發現的。後七個同位素的半衰期在8毫秒至1分鐘不等。

### 同核異構體
262Bh
𨨏的唯一一個確定的同核異構體出現在262Bh。直接和成262Bh會產生兩種狀態：基態和一個同核異能態。已證實，基態會經α衰變，放射的α粒子能量為10.08、9.82和9.76 MeV，半衰期為84毫秒。激發態也通過α衰變，放射的α粒子能量為10.37和10.24 MeV，半衰期為9.6毫秒。

## 化學特性

### 推算
𨨏預計是元素週期表中6d系過渡金屬的第四個元素，也是7族元素中最重的一個，位於錳、鍀和錸之下。該族的所有元素都擁有明顯的+7氧化態，其穩定性隨著質量的增加而提升。因此𨨏也預計會有穩定的+7態。鍀同時也有穩定的+4態，而錸擁有穩定的+4和+3態。𨨏也有可能擁有這些較低的氧化態。
該族的重元素會形成具揮發性的七氧化物M2O7，所以𨨏應該會形成具揮發性的Bh2O7。這個氧化物應該會在水中溶解，形成高𨨏酸HBhO4。錸和鍀在其氧化物的鹵化反應後能夠形成鹵氧化物MO3Cl，所以BhO3Cl也可能會在這種反應中產生。該族較重元素的氧化物在氟化反應會產生MO3F和MO2F3，而錸則另外會形成ReOF5和ReF7。因此，𨨏也應會產生這些氟氧化物，從而證實它會延續7族元素的化學特性。

### 化學實驗
1995年第一次嘗試分離𨨏元素的實驗以失敗告終。
儘管相對論效應頗為重要，不過107號元素仍然是個典型的7族元素，這在2000年得到證實。
2000年，保羅謝爾研究所的團隊利用267Bh原子進行了化學反應。這些𨨏原子是Bk-249和Ne-22離子的融合產物。這些原子在經過熱能化後，與HCl/O2混合物反應，並形成一種具揮發性的氯氧化物。這條反應也同時產生了同族的較輕元素鍀（同位素為108Tc）及錸（同位素為169Re）。測量出來的吸附等溫線明確指出一種揮發性氯氧化物的產生，其特性和氯氧化錸相似。這證實𨨏是一個典型的7族元素。
2 Bh + 3 O
2 + 2 HCl → 2 BhO
3Cl + H
2
| 化学式 | 名稱     |
| ------ | -------- |
| BhO3Cl | 氯氧化𨨏 |

## 外部連結
- 元素𨨏在洛斯阿拉莫斯国家实验室的介紹（英文）
- —— 𨨏（英文）
- 元素𨨏在The Periodic Table of Videos（諾丁漢大學）的介紹（英文）
- 元素𨨏在Peter van der Krogt elements site的介紹（英文）
- WebElements.com – 𨨏（英文）
- Los Alamos National Laboratory – Bohrium（页面存档备份，存于）
- Properties of BhO3Cl